# 江西历史

## 名称由来
江西省，简称赣。因公元733年唐玄宗设江南西道而得省名，意思是位于江南的西部地区。又因为江西最大河流为赣江而简称赣。

### 史前時代
起碼二十萬年前，南昌市治下的安義縣已經有先民活動. 
舊石器時代晚期（ 距今約一萬二千年前），今天萬年縣仙人洞出現水稻栽培文化. 
到了五，六千年前的新石器時代晚期，江西不少縣市都有人類蹤蹟. 

### 先秦時代
商代，江西一些地區例如瑞昌縣，新幹縣（ 新淦縣）大洋洲等地都有相當發達的青銅器文明. 
春秋戰國時期，江西地域曾經被楚國和吳國管治. 所以，直到今天，仍然有人用「吳頭楚尾」形容江西.

## 秦汉
秦始皇统一之后，设立九江郡（郡治并不在今天的九江，而是在安徽寿县），在今江西境内设有7个县。
汉高帝初年（约于公元前202年），设豫章郡（赣江原称豫章江），郡治南昌，江西从此作为明确的行政区域建制。下辖 18 县，分别为南昌、庐陵、彭泽、鄱阳、馀淦、柴桑、赣、新淦、南城、宜春、雩都、艾、安平、海昏、历陵和建成等，分布地域为赣江、盱江、信江、修水、袁水沿岸，即与后来的江西省区大致相当。今天的南昌、赣州、吉安等主要城市都是在那时县城的基址上发展而来。
汉武帝时划全国为13个监察区，称13部州，此时的江西属扬州部（非今日之扬州市）。

## 六朝
西晋元康元年，公元291年，改设江州，其主体为江西地区原有郡县。
西晋末年，由于永嘉之乱的影响，中原地区人口第一次大规模南迁，其中一部分迁入鄱阳湖周围地区，使得这一带的农业生产水平得到很大提高。至南朝时，江西已有大量粮食东运，成为当时南朝粮食主要供应地之一。

## 隋唐
隋代将州的级别降与郡同，此时江西地区设有7郡24县。
唐代增加到8州37县，8个州分别为：
- 洪州
- 饶州
- 虔州
- 吉州
- 江州
- 袁州
- 抚州
- 信州

贞观元年唐太宗划全国为 10 道监察区，江西属于江南道。733年，唐玄宗将道增加到15个，洪、饶、虔、吉、江、袁、抚、信 8 州隶属于江南西道监察区。
唐代安史之乱以后，中原人口第二次大规模南下，这时江西不仅北部鄱阳湖平原及赣江南北通道沿线地区，而且边缘丘陵区带也广泛开发，陆续设置县治。浮梁（今景德镇市）的茶叶、昌南（景德）镇瓷器已为著名商品。
唐玄宗时，宰相张九龄开辟了穿越大庾岭、南达广州的驿道，赣江开始成为联系岭南和长江流域最重要的南北交通线路，沿线的江州（九江）、洪州（南昌）、吉州（吉安）、虔州（赣州），成为商旅汇聚的繁荣都邑。
| 州   | 附郭县 | 县                                 |
| 洪州 | 豫章县 | 豫宁县 丰城县 高安县 新吴县 建昌县 |
| 抚州 | 临川县 | 崇仁县 金溪县 南城县 南丰县        |
| 饶州 | 鄱阳县 | 新昌县 余干县 乐平县 弋阳县        |
| 江州 | 浔阳县 | 彭泽县 都昌县                      |
| 袁州 | 宜春县 | 新喻县 萍乡县                      |
| 吉州 | 庐陵县 | 泰和县 安福县 永新县 新淦县        |
| 赣州 | 赣县   | 大余县 南安县 南康县 于都县 虔化县 |

## 五代
五代时期，江西地区先辖于吴（建都于今扬州），后辖于南唐（建都于今南京）。在这个时期出现了相当于下等州的新的行政区军，划6州、４军、55县。交泰元年，南唐元宗决定建南都于洪州，并因此升洪州为南昌府。

## 宋朝
宋代在州之上改道为路，江西地区被置9州、４军、68县，其大部分隶属于江南西路，另有一部分隶属于江南东路。
在宋代，江西是中原人士南下移民开发的重点地区。北宋末年的靖康之乱，是中原人口南迁的第三次高潮。此后在宋元明三朝，江西曾经是中国最繁荣的省份之一。无论是人口总数、粮食产量，还是在科举考试中及第的人数，都名列全国前五名之内，落后于淮南东路,江南东路，两浙路等，明显领先于附近的广南东路、荆湖南路等。
| 府     | 附郭县        | 县                                                             |
| 洪州   | 南昌县 新建县 | 分宁县 进贤县 丰城县 奉新县 靖安县 武宁县                      |
| 抚州   | 临川县        | 崇仁县 宜黄县 金溪县                                           |
| 信州   | 上饶县        | 铅山县 玉山县 永丰县 贵溪县 弋阳县                             |
| 饶州   | 鄱阳县        | 浮梁县 余干县 乐平县 安仁县 德兴县                             |
| 江州   | 德化县        | 湖口县 彭泽县 瑞昌县 德安县                                    |
| 袁州   | 宜春县        | 分宜县 萍乡县 万载县                                           |
| 筠州   | 高安县        | 上高县 新昌县                                                  |
| 吉州   | 庐陵县        | 吉水县 泰和县 永丰县 龙泉县 万安县 安福县 永新县               |
| 赣州   | 赣县          | 信丰县 安远县 龙南县 于都县 兴国县 会昌县 虔化县 瑞金县 石城县 |
| 建昌军 | 南城县        | 南丰县                                                         |
| 南康军 | 星子县        | 建昌县 都昌县                                                  |
| 临江军 | 清江县        | 新淦县 新喻县                                                  |
| 南安军 | 大余县        | 南康县 上犹县                                                  |

## 元朝
元朝开始确立行中书省制度（简称行省或省）。这时设立的江西行省辖区包括今江西绝大部分地区外（原江西东北地区隶属于江浙行省）以及今天广东省的大部分。元行省下设路、直隶州、州（同县级行政机构）和县。江西行省下辖龙兴、吉安、南康、赣州、建昌、江州、南安、瑞州、袁州、临江、抚州、饶州、信州等 13 路和南丰、铅山 2 直隶州以及 48 个县、16 个县级州。

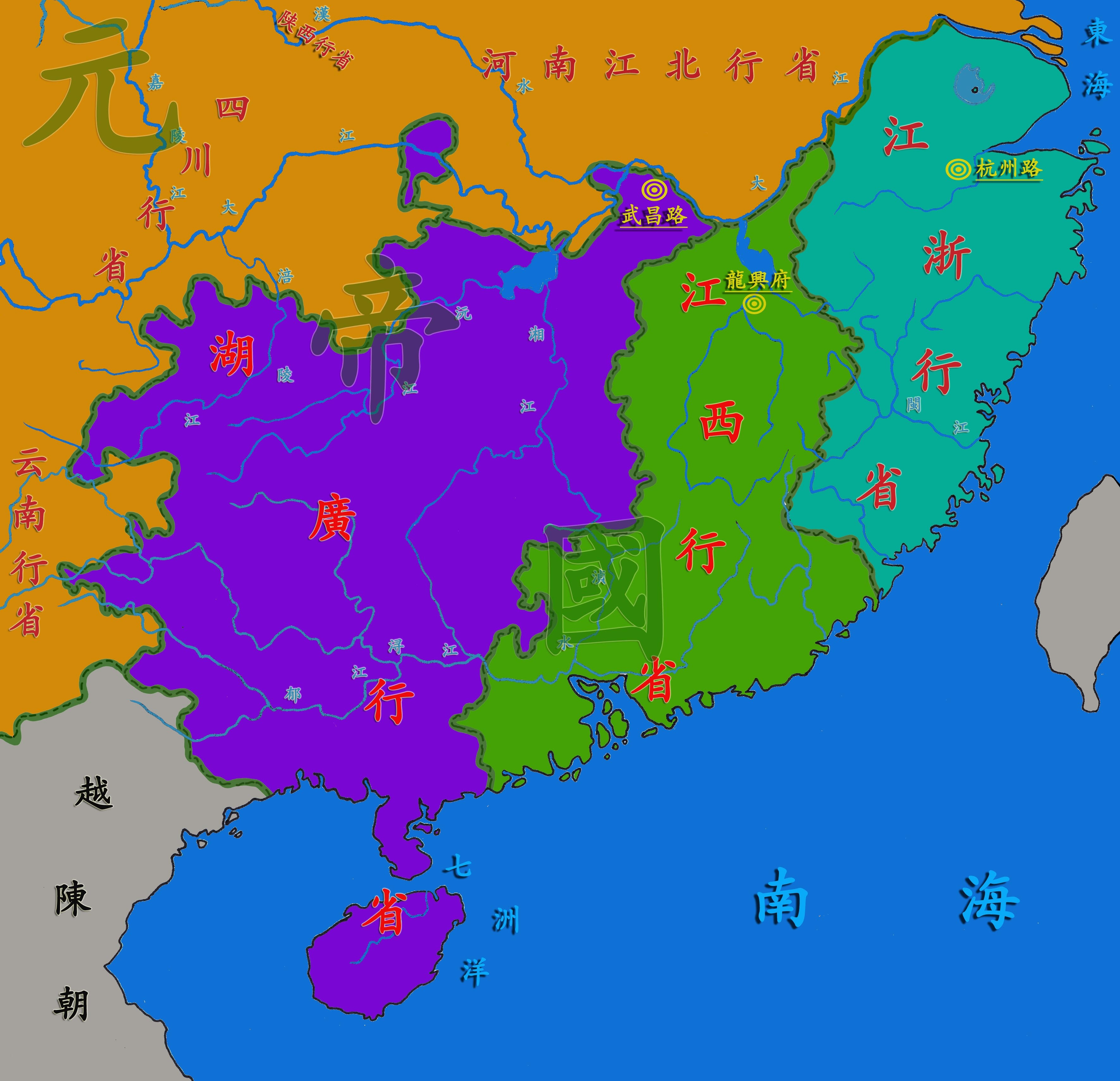
元 江西行省统治下的江西

## 明朝
明朝虽然基本上保留了元朝的省区建制，但改行中书省为布政使司(习惯上仍然称省)，改路为府和改州为县。江西布政使司辖南昌、瑞州、饶州、南康、九江、广信、抚州、建昌、吉安、袁州、临江、赣州、南安13 府，下辖 78 县，地域基本等同今天的江西省。明朝广东单独设省后，至今江西的边界变化很小。其时承宣布政使司、提刑按察使司、都指挥使司为江西布政使司的最高行政机关，三司分别由中央直接节制，分权而治，互不统属。另外有三位藩王（宁王、淮王和益王）分封在江西的南昌府、饶州府（鄱阳）和建昌府（南城）。
明代，南安府（大余）的梅关和赣江仍是联系广东和长江流域最繁忙的南北交通线路，赣江沿线城市的工商业更为繁荣，除了传统的四大城市以外，樟树镇、吴城镇成为新兴的航运与商业中心。东北部的景德镇和河口镇（铅山）则是著名的手工业中心。
以上四镇，并称为“江西四大镇”。
同时，大批江西人向人口密度较低的湖南、湖北、广东、云南、贵州、四川等省移民，从事小商业或农业。
| 府     | 附郭县        | 散州、厅 | 县                                                                           |
| 南昌府 | 南昌县 新建县 | 宁州     | 进贤县 丰城县 奉新县 靖安县 武宁县                                           |
| 抚州府 | 临川县        | /        | 崇仁县 乐安县 宜黄县 金溪县 东乡县                                           |
| 建昌府 | 南城县        | /        | 泸溪县 新城县 南丰县 广昌县                                                  |
| 广信府 | 上饶县        | /        | 铅山县 玉山县 永丰县 贵溪县 弋阳县 兴安县                                    |
| 饶州府 | 鄱阳县        | /        | 浮梁县 余干县 乐平县 安仁县 万年县 德兴县                                    |
| 九江府 | 德化县        | /        | 湖口县 彭泽县 瑞昌县 德安县                                                  |
| 南康府 | 星子县        | /        | 安义县 建昌县 都昌县                                                         |
| 袁州府 | 宜春县        | /        | 分宜县 萍乡县 万载县                                                         |
| 瑞州府 | 高安县        | /        | 上高县 新昌县                                                                |
| 临江府 | 清江县        | /        | 峡江县 新淦县 新喻县                                                         |
| 吉安府 | 庐陵县        | /        | 吉水县 泰和县 永丰县 龙泉县 万安县 安福县 永新县 永宁县                      |
| 南安府 | 大余县        | /        | 南康县 上犹县 崇义县                                                         |
| 赣州府 | 赣县          | /        | 信丰县 安远县 龙南县 定南县 于都县 兴国县 会昌县 长宁县 宁都县 瑞金县 石城县 |

## 清朝
清代江西省行政区域基本承袭明建制。另在吉安府增设莲花、南昌府增设铜鼓、赣州府增设虔南等3个县级厅，同时升宁都县为省辖直隶州。巡抚成为全省最高行政长官，下设承宣布政使司和提刑按察使司，分管民政、财政与司法监察。
江西在清朝末年曾是湘军和太平天国反复争夺的地区，因而损失巨大。人口从1853年的2450万人急剧下降到1873年的1770万人。
1853年9月，太平天国西征军攻占九江，由检点林启容率部驻守，严密布防，与对岸小池口、东50里之湖口鼎足而立，互为犄角。1858年4月，湘军李续宾部攻破九江，将城中近2万军民全部屠杀。李续宾的上司湖广总督官文在给咸丰帝的奏折中说：“城外勇冲杀而入，该逆（城内军民）无路可奔，号叫之声惨不可闻，自卯至午，歼除净尽……尸骸堆积，流水腥红。”
1861年以后，九江被辟为长江上第一批三个通商口岸（镇江、九江、汉口）之一，作为江西省的门户，九江迅速形成全省的经济中心，名列中国三大茶市（汉口、九江、福州）、四大米市（长沙、九江、芜湖、无锡）之一。
1898年，萍乡煤矿大量开采，供汉阳铁厂需要，属于汉冶萍公司，1905年修筑了萍（乡）株（洲）铁路，以方便煤炭外运。不久又利用日资修筑了南浔铁路。
| 府         | 附郭县        | 散州、厅 | 县                                                      |
| 南昌府     | 南昌县 新建县 | 义宁州   | 进贤县 丰城县 奉新县 靖安县 武宁县                      |
| 抚州府     | 临川县        | /        | 崇仁县 乐安县 宜黄县 金溪县 东乡县                      |
| 建昌府     | 南城县        | /        | 泸溪县 新城县 南丰县 广昌县                             |
| 广信府     | 上饶县        | /        | 铅山县 玉山县 广丰县 贵溪县 弋阳县 兴安县               |
| 饶州府     | 鄱阳县        | /        | 浮梁县 余干县 乐平县 安仁县 万年县 德兴县               |
| 九江府     | 德化县        | /        | 湖口县 彭泽县 瑞昌县 德安县                             |
| 南康府     | 星子县        | /        | 安义县 建昌县 都昌县                                    |
| 袁州府     | 宜春县        | /        | 分宜县 萍乡县 万载县                                    |
| 瑞州府     | 高安县        | /        | 上高县 新昌县                                           |
| 临江府     | 清江县        | /        | 峡江县 新淦县 新喻县                                    |
| 吉安府     | 庐陵县        | 莲花厅   | 吉水县 泰和县 永丰县 龙泉县 万安县 安福县 永新县        |
| 南安府     | 大余县        | /        | 南康县 上犹县 崇义县                                    |
| 赣州府     | 赣县          | /        | 信丰县 安远县 龙南县 定南县 于都县 兴国县 会昌县 长宁县 |
| 宁都直隶州 | /             | /        | 瑞金县 石城县                                           |

## 中华民国

### 民国初年
民国时期，清朝的府、州、厅一律改为县。江西省共辖81县。至1926年北伐军进驻南昌时正式设南昌市。1934年从安徽划婺源县入江西，1947年划回安徽，1949年再次划归江西。
从1917年－1918年开始，赣南的钨矿开始大规模开采，成为江西的主要出口物资。
1926年，9月19日、10月20日和11月7日，蒋介石率北伐军三次进攻南昌，是北伐战争中规模最大的战役，消灭孙传芳的主力部队。

### 国共十年内战（1927年－1937年）
第一次国共内战（1927年－1937年）发端于1927年8月1日发生的南昌暴动。这一时期，中国共产党先后在江西建立了大片苏区。其中著名的有湘赣苏区（由井冈山根据地发展而来，包括宁冈、永新、莲花、遂川、安福）、闽浙赣苏区（包括弋阳、横峰、贵溪、德兴、余江、万年、上饶、铅山）、湘鄂赣苏区（包括铜鼓、修水、万载、宜丰等县），最重要的则是中央苏区，包括赣南和闽西地区的21县（瑞金、安远、信丰、广昌、石城、于都、兴国、宁都、会昌、寻乌、黎川），中华苏维埃共和国临时中央政府设在瑞金，称为“红色首都”或“红都”。
1930年－1934年，国民政府对江西苏区进行了5次军事围剿行动，其残酷的兩方對战和清洗（包括红军内部清洗和战后政府的清洗）造成人员大量死亡或逃离，使得江西的人口锐减40％，到1936年只剩下1380万人。江西也是烈士最多的一个省份（占共产党方面的17％，国民党方面的2／3）。
1934年3月，国民政府在南昌发起新生活运动，随后推广到全国。此外，每年盛夏，国民政府各机构大批人员从南京前往“夏都”庐山避暑，并在庐山上建立军官训练团等设施。
1936年，经过湖南的粤汉铁路全线通车，使得江西失去过去在南北交通上的重要地位。1937年东西向的浙赣铁路通车，在很大程度上改变了江西原有的交通和城市格局，九江口岸开始衰落下来。

## 中华人民共和国
文化大革命期间（1966年—1976年），江西瑞金县等地发生一系列大屠杀事件。 该屠杀发生于1968年9月23日至10月初，据统计，瑞金县的屠杀死亡人数为300余人、兴国县为270余人、于都县为500余人，总计1000余人。 屠杀的实施者为当地人民公社、生产大队干部或民兵，受害者多为黑五类及其亲属，其中瑞金县受害者年龄最大的80岁、最小的11岁，杀人方式主要包括枪毙、石砸、木棒打、刀子捅、推下悬崖等等。
瑞金大屠杀发生于“清理阶级队伍”期间，时任江西省革命委员会主任、省委书记的程世清于1968年8月上旬在全省发起“三查运动”（即“查叛徒、查特务、查现行反革命”运动），造成全省上万人死亡，其中被逼自杀超5000人。 1968年9月22日，瑞金县召开各公社专案组长会议，强调深入开展“三查运动”，搞权力下放、“民办枪毙”，要拿出“成绩”向国庆献礼。 此后，公社、大队干部可以随便杀人，无需立案、不要证据、不要审批。 9月底10月初，局势逐渐失控，当地革命委员会多次制止，屠杀才逐渐结束。
1996年，京九铁路贯通江西南北，加速了赣南的发展。
2005年，赣龙铁路通车，使“红色故都”瑞金结束了無铁路的历史，从而实现孙中山先生在建国方略中建設赣闽线的愿望。